# Liste der Kulturgüter in Troistorrents
Die Liste der Kulturgüter in Troistorrents enthält alle Objekte in der Gemeinde Troistorrents im Kanton Wallis, die gemäss der Haager Konvention zum Schutz von Kulturgut bei bewaffneten Konflikten, dem Bundesgesetz vom 20. Juni 2014 über den Schutz der Kulturgüter bei bewaffneten Konflikten sowie der Verordnung vom 29. Oktober 2014 über den Schutz der Kulturgüter bei bewaffneten Konflikten unter Schutz stehen.
Objekte der Kategorie A sind im Gemeindegebiet nicht ausgewiesen, Objekte der Kategorie B sind vollständig in der Liste enthalten, Objekte der Kategorie C fehlen zurzeit (Stand: 1. Januar 2023).

## Kulturgüter
| Foto |                                                                         | Objekt                                                                     | Kat. | Typ | Standort                                                       | Beschreibung |
| ---- | ----------------------------------------------------------------------- | -------------------------------------------------------------------------- | ---- | --- | -------------------------------------------------------------- | ------------ |
| ja   | Datei hochladen · Wikidata zu Chemex, Dreikönigskapelle (Q29928601)     | Chemex, Dreikönigskapelle / Chemex, chapelle des Rois-Mages KGS-Nr.: 07138 | B    | G   | Chemin de l'Hôpital 2.1 560879 / 121660                        |              |
| ja   | Datei hochladen · Wikidata zu Kirche Sainte-Marie-Madeleine (Q29928628) | Kirche Sainte-Marie-Madeleine / Église Ste-Marie-Madeleine KGS-Nr.: 07139  | B    | G   | Place du Village 10a 559910 / 119940                           |              |
| ja   | Datei hochladen · Wikidata zu Propéra, Backhaus (Q29928714)             | Propéra, four à pain / Propéra, Backhaus KGS-Nr.: 07141                    | B    | G   | Route de Propéraz 88 560865 / 121982                           |              |
| ja   | Datei hochladen · Wikidata zu Mühle von La Tine (Q29928656)             | Mühle von La Tine / Moulins de la Tine KGS-Nr.: 07142                      | B    | G   | Chemin des Vieux Moulins 1, 1.1, 1.2, 1.3, 1.4 559835 / 120068 |              |